# Johannes Denk
Johannes Denk (* 28. Januar 1886 in Königsberg; † 10. Februar 1964 in Berlin) war ein deutscher Jurist und Diplomat.

## Leben
Denk studierte Rechtswissenschaft an der Albertus-Universität Königsberg und wurde Mitglied der CV-Verbindung Tuisconia. An der Julius-Maximilians-Universität Würzburg promovierte er zum Dr. iur.
Nachdem er am Ersten Weltkrieg teilgenommen hatte, kam er 1921 an das Innenministerium des Freistaats Preußen. Später wurde er als Preußischer Gesandter und Bevollmächtigter Minister nach Bayern geschickt. Von den Nationalsozialisten wurde er in den Einstweiligen Ruhestand versetzt. Die NSDAP verhinderte eine Einstellung in der Industrie. Dazu muss man wissen, dass Tuisconia, das „katholische Corps im CV“, zur 61. Cartellversammlung im August 1932 den Antrag gestellt hatte, von jedem Aktiven die ehrenwörtliche Versicherung zu fordern, dass er nicht Angehöriger der NSDAP sei.
1945 als Beauftragter des Caritasverbandes bei einem Kontaktversuch mit der sowjetischen Kommandantur verhaftet, kam er in das Speziallager Nr. 7 Sachsenhausen. Im August 1947 wurde er zu zehn Jahren Haft verurteilt, die er in sowjetischen Gefängnissen und Arbeitslagern verbringen musste. Erst 1955 wurde er mit Konrad Adenauers „Heimkehr der Zehntausend“ entlassen.
Seine Witwe vermachte ihr Erbe der Felix-Porsch-Stiftung im Cartellverband der katholischen deutschen Studentenverbindungen. Seit 1989 trägt sie auch Denks Namen.